# 법무 (법)
법무(practice of law)는 가장 일반적인 의미에서 의뢰인에게 법률적 조언을 제공하고, 의뢰인을 위한 법률문서 작성, 법적 협상 및 소송 등 법원 절차에서 의뢰인을 대리하는 업무를 포함하며, 변호사, 법정 변호사, 사무 변호사 또는 민법 공증인의 전문적인 서비스에 적용된다. 그러나 법무와 고객을 대리인으로 대리하는 다양한 전문직 사이에는 상당한 양의 중복이 있다. 이러한 직업에는 부동산, 은행, 회계 및 보험이 포함된다. 더욱이, 전통적으로 변호사와 직원 보조원만이 제공하던 서비스를 제공하는 법률 문서 보조원(LDA)의 수가 점점 늘어나고 있다. 이제 많은 문서가 컴퓨터 지원 제도 라이브러리에 의해 생성될 수 있으며, 여기서 고객은 법률 문서를 구성하기 위해 소프트웨어에서 제기하는 일련의 질문을 받는다. 또한 규제 컨설팅 회사는 전통적으로 로펌이 독점적으로 제공했던 규제 준수에 대한 자문 서비스도 제공한다.

## 같이 보기
- 법